# Четыре Рождества
«Четыре Рождества» (англ. Four Christmases) — американская комедия 2008 года о Рождестве и семейных ценностях. В главных ролях Риз Уизерспун и Винс Вон.

## Сюжет
Брэд и Кейт встречаются уже три года, они живут вместе, посещают уроки танцев, развлекаются и проводят рождественские каникулы. Они идеальная пара и при этом — ярые противники брака и семейных уз. На примере своих родителей они оба видели все недостатки брака — и Кейт, и Брэд из разведённых семей.
В канун очередного Рождества, когда все семьи, по традиции, собираются вместе, Кейт и Брэд собираются лететь на Фиджи, нежиться под солнцем и заниматься дайвингом. Однако все авиарейсы отменены из-за сильного тумана, а наши герои попадают в теленовости. Теперь им не удастся улизнуть от своих родственников, и придётся навестить целых четыре Рождества.
Проверка отношений на прочность, «скелеты в шкафу» родом из детства, шалости племянников… Да уж, родственнички — далеко не подарки! Однако, встречаясь со своими страхами, Брэд и Кейт начинают по-новому относиться к семейным ценностям.

## В ролях
| Актёр              | Роль                                       |
| ------------------ | ------------------------------------------ |
| Риз Уизерспун      | Кейт                                       |
| Винс Вон           | Брэд                                       |
| Роберт Дюваль      | Говард отец Брэда                          |
| Сисси Спэйсек      | Паула мать Брэда                           |
| Джон Войт          | Крэйтон отец Кейт                          |
| Мэри Стинберджен   | Мэрилин мать Кейт                          |
| Джон Фавро         | Денвер брат Брэда                          |
| Тим Макгро         | Даллас брат Брэда                          |
| Кристин Ченовет    | Кортни сестра Кейт                         |
| Кэти Миксон        | Сьюзан жена Денвера                        |
| Дуайт Йоакам       | пастор Фил                                 |
| Патрик Ван Хорн    | Дэррил муж Паулы, бывший лучший друг Брэда |
| Коллин Кэмп        | тётя Донна                                 |
| Джанетт Миллер     | бабушка Кейт                               |
| Джек Доннер        | дедушка Кейт                               |
| Зак Богган         | Коди сын Далласа, племянник Брэда          |
| Скайлер Джизондо   | Коннор сын Далласа                         |
| Тру Бэлла          | Кэйси                                      |
| Лора Джонсон       | Шерил подруга Крэйтона                     |
| Коллетт Вульф      | Синди                                      |
| Брайан Баумгартнер | Эрик                                       |